# Zusatzversorgungskasse der Evangelisch-lutherischen Landeskirche Hannovers
Die Zusatzversorgungskasse der Evangelisch-lutherischen Landeskirche Hannovers  ist eine kirchliche Zusatzversorgungskasse. Sie wurde am 1. Januar 1968 von der Evangelisch-lutherischen Landeskirche Hannovers gegründet. Sitz der Geschäftsstelle ist Detmold. Sie wird als rechtlich unselbständiges Sondervermögen geführt und ist steuerrechtlich als Pensionskasse anerkannt.

## Aufgaben
Die Zusatzversorgungskasse gewährt den Mitarbeitern der Landeskirche (kirchlichen Angestellte, Arbeiter) der angeschlossenen Anstellungsträgern (z. B. Diakonie) eine zusätzliche Alters-, Erwerbsminderungs- und Hinterbliebenenversorgung. Die Kasse bietet ihren Versicherten eine Betriebsrente. Die Leistungen werden aufgrund der Versorgungsordnung der Kasse gewährt und entsprechen der Satzung der Arbeitsgemeinschaft kommunale und kirchliche Altersversorgung (AKA), dessen Mitglied die Zusatzversorgungskasse ist.

## Organe
Organe der Zusatzversorgungskasse sind die Geschäftsführung und der Verwaltungsrat, der die Allgemeine Aufsicht ausübt. Das Landeskirchenamt Hannover unterhält die Geschäftsstelle, hat den Vorsitz im Verwaltungsrat und beruft dessen (weitere) Mitglieder.

## Weblink
- www.kzvk-hannover.de, Website der Zusatzversorgungskasse der Evangelisch-lutherischen Landeskirche Hannovers